# Slaven Bilić
Slaven Bilić (n. 11 septembrie 1968, Split) este un fost fotbalist croat, și actual antrenor care în prezent se află liber după despărțirea de West Ham.

## Goluri internaționale
| #  | Data              | Stadion                  | Oponent               | Scor  | Rezultat | Competiția                                             |
| -- | ----------------- | ------------------------ | --------------------- | ----- | -------- | ------------------------------------------------------ |
| 1. | 8 octombrie 1996  | Renato Dall'Ara, Bologna | Bosnia și Herțegovina | 0 − 1 | 1 − 4    | Calificările pentru Campionatul Mondial de Fotbal 1998 |
| 2. | 6 septembrie 1997 | Stadion Maksimir, Zagreb | Bosnia și Herțegovina | 1 − 1 | 3 − 2    | Calificările pentru Campionatul Mondial de Fotbal 1998 |
| 3. | 29 octombrie 1997 | Stadion Maksimir, Zagreb | Ucraina               | 1 − 0 | 2 − 0    | Calificările pentru Campionatul Mondial de Fotbal 1998 |

## Palmares

### Hajduk Split
- Cupa Iugoslaviei: 1990–91
- Prva HNL: 1992
- Cupa Croației: 1992–93, 1999–2000

### Croația
- Campionatul Mondial de Fotbal

Locul 3: 1998

## Statistici antrenorat
La 10 iunie 2015.
| Echipa              | Început | Sfârșit | Rezultate | Rezultate | Rezultate | Rezultate | Rezultate  |
| Echipa              | Început | Sfârșit | MJ        | V         | E         | Î         | Victorii % |
| ------------------- | ------- | ------- | --------- | --------- | --------- | --------- | ---------- |
| Hajduk Split        | 2001    | 2002    | 17        | 11        | 4         | 2         | 64,71      |
| Croația U21         | 2004    | 2006    | 18        | 10        | 2         | 6         | 55,56      |
| Croația             | 2006    | 2012    | 65        | 42        | 15        | 8         | 64,62      |
| FC Lokomotiv Moscow | 2012    | 2013    | 32        | 13        | 7         | 12        | 40,63      |
| Beșiktaș            | 2013    | 2015    | 91        | 47        | 22        | 22        | 51,65      |
| West Ham United     | 2015    | 2017    | 111       | 42        | 30        | 39        | 37,84      |
| Total               | Total   | Total   | 334       | 163       | 81        | 90        | 48,8       |